# Hani (langue)
Pour les articles homonymes, voir hni.
Le hani est une langue tibéto-birmane parlée  en Chine, dans le Sud-Ouest du Yunnan par environ 500 000 Hani.
La langue est parlée, par des populations beaucoup moins nombreuses, au-delà des frontières chinoises, au Viêt Nam et au Laos.

## Classification interne
Le hani appartient au groupe des langues lolo-birmanes à l'intérieur de la famille des langues tibéto-birmanes

## Phonologie
Les tableaux présentent les phonèmes vocaliques et consonantiques de la variété parlée dans la préfecture autonome hani et yi de Honghe, située dans le Yunnan.

### Voyelles
|         | Antérieure  | Centrale | Postérieure |
| ------- | ----------- | -------- | ----------- |
| Fermée  | i [i] ɪ̘ [ɪ̘] |          | ɯ [ɯ] u [u] |
| Moyenne | e [e]       | ɤ [ɤ]    | ø [ø] o [o] |
| Ouverte |             | a [a]    | ɔ [ɔ]       |

Toutes les voyelles ont des équivalents laryngales.

### Consonnes
|               |               | Bilabiales | Alvéolaires | Alvéolaires | Alv.-pal. | Vélaires  |
| ------------- | ------------- | ---------- | ----------- | ----------- | --------- | --------- |
| Centrales     | Latérales     | Bilabiales |             |             | Alv.-pal. | Vélaires  |
| Occlusives    | Sourde        | p [p]      | t [t]       |             |           | k [k]     |
| Occlusives    | Palatales     | pj [pʲ]    | tj [tʲ]     |             |           | kj [kʲ]   |
| Occlusives    | Aspirées      | ph [pʰ]    | th [tʰ]     |             |           | kh [kʰ]   |
| Occlusives    | Pal. aspirées | phj [pʰʲ]  | thj [tʰʲ]   |             |           | khj [kʰʲ] |
| Occlusives    | Sonore        | b [b]      | d [d]       |             |           | g [g]     |
| Fricatives    | sourdes       | f [f]      | s [s]       |             | ɕ [ɕ]     | x [ x]    |
| Fricatives    | Sonore        |            | z [z]       |             |           | ɣ [ɣ]     |
| Affriquées    | Sourdes       |            | ts [t͡s]     |             | tɕ [t͡ɕ]   |           |
| Affriquées    | Aspirées      |            | tsh [t͡sʰ]   |             | tɕh [t͡ɕʰ] |           |
| Affriquées    | Sonores       |            | dz [d͡z]     |             | dʑ [d͡ʑ]   |           |
| Liquides      | Liquides      |            |             | l [l]       |           |           |
| Nasales       | Sonores       | m [m]      | n [n]       |             | ɳ [ɳ]     | ŋ [ŋ]     |
| Nasales       | Palatales     | mj [mʲ]    |             |             |           |           |
| Semi-voyelles | Semi-voyelles | w [w]      |             | j [ j]      |           |           |

### Une langue tonale
Le hani est une langue tonale qui possède quatre tons.